# ハクサンオオバコ
ハクサンオオバコ（白山大葉子、学名：Plantago hakusanensis ）は、オオバコ科オオバコ属の多年草。高山植物。

## 特徴
地下にやや肥大した塊状の根茎があり、その根茎から5-10個の葉が束生する。葉は長さ3-8cm、幅2-4cmになる楕円形または倒卵状楕円形で、先は短くとがるか円く、基部はしだいに細まって、幅の広い葉柄となる。葉はやわらかく、表面は無毛、裏面に軟毛が生え、縁には不明瞭な鋸歯がみられる。
花期は7-8月。高さ7-12cmになる無毛の花茎を1-5本伸ばし、中ほどより上側に穂状花序に10-20の花をつける。萼片は長さ1.5-2mmの楕円形で、先は円い。花冠は長さ2-2.5mmで先が4裂して反り返り、赤褐色または白色になる。雄蕊は4個あり、花冠の外に長く突き出て、円心形の葯は赤紫色、暗紫色で目立つ。雌蕊は雄蕊より先に成長し、白い花柱が伸びる。果実は蒴果で萼片の1.5-2倍の長さになり、卵状楕円形になり、中に長さ2mmになる長楕円形の種子が1個ある。

## 分布と生育環境
日本固有種 。本州の中部地方の白山を西限とする日本海側に分布し、亜高山の雪田地域の湿った草地に生育する。しばしば群生することがある。
白山では、低地性のオオバコと高山植物のハクサンオオバコの自然交雑種がみつかり、オオバコによるハクサンオオバコの遺伝子攪乱を防ぐため、雑種個体とオオバコの除去が行われている。

## 和名、学名の由来
和名、ハクサンオオバコ（白山大葉子）、種小名、hakusanensis は、白山を意味し、白山に多産するのでつけられた。

## ギャラリー
- 小さい花冠は先が反曲し、葯より花柱が先に成長する。
- 雄蕊は花冠の外に長く突き出て、円心形の葯は目立つ。

## 下位分類
- ケナシハクサンオオバコ Plantago hakusanensis Koidz. f. glabra T.Yamaz. -全体に毛が無いもの[3]
- シロバナハクサンオオバコ Plantago hakusanensis Koidz. f. viridescens (Takeda) H.Hara -花冠と葯が淡緑色のもの[3]